# Vaccin contre le virus Ebola
Des vaccins contre le virus Ebola sont développés depuis les années 1980, mais cette recherche s'est heurté à différents obstacles scientifiques, techniques et socioéconomiques.
Depuis 2014, à la suite de l'épidémie de 2014-2016 en Afrique de l'Ouest déclarée urgence internationale, les travaux sont accélérés.
En 2023, quatre vaccins sont homologués : le premier en Chine (2017), le second en Russie (2019), les deux autres aux États-Unis (2019) et en Europe (2019 et 2020).
Ces vaccins, utiles en situation épidémique, nécessitent une évaluation continue de leur efficacité, de durée de protection, de coût-efficacité et bénéfices-risques, avec engagement international des industriels et des institutions sanitaires.

## Contexte sanitaire
Le virus Ebola est un virus enveloppé à ARN simple brin de polarité négative appartenant à la famille des Filoviridae. Il cause des fièvres hémorragiques souvent mortelles, principalement dans certaines régions d’Afrique. Il infecte principalement les primates non humains et humains et pourrait éventuellement être utilisé dans des actes de bioterrorisme.
Il n’existe aucun traitement antiviral ni de prophylaxie contre la maladie à virus Ebola,. Les traitements visent plutôt à diminuer les symptômes engendrés par ce virus et à améliorer la qualité de vie du patient. Des traitements symptomatiques sont administrés pour les cas graves qui doivent être réhydratés afin de maintenir les fonctions rénales et l’équilibre électrolytique. Ce traitement permet de mieux combattre l’infection et l’état de choc. Ce virus pourrait faire l'objet d'usages bioterroristes. Ceci a été un argument de plus en faveur de la recherche d'un vaccin,.
Les épidémies successives de fièvre Ebola peinent à être maîtrisées et sont sources de coûts humains, sanitaires et socioéconomiques élevés. Ceux-ci sont plus importants que pour d’autres types de fièvres hémorragiques souvent mortelles, causées par des virus semblables au virus Ebola comme le virus de Marburg et le virus de Lassa.
Un vaccin rapidement actif contre ce virus est donc activement recherché,.

## Difficultés
La recherche vaccinale contre le virus Ebola s'est heurtée à plusieurs difficultés d'ordre biotechnologique et socio-économique.

### Maladie à forte létalité
La mise au point d'un vaccin doit s'appuyer sur l'identification des réponses immunitaires qui permettent à un individu d'éviter ou d'atténuer une infection à virus Ebola.

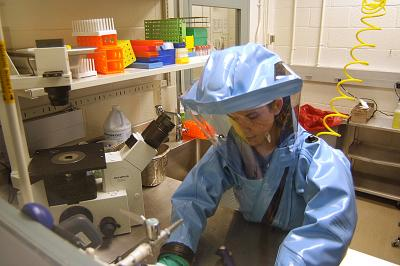
Intérieur d'un laboratoire P4.

Or jusqu'en 2014, les épidémies Ebola étaient relativement restreintes et limitées en Afrique subsaharienne : quelques milliers de cas en une quarantaine d'années. La maladie Ebola ayant une forte létalité (de 50 à plus de 90 %), le nombre des survivants est d'autant réduit pour étudier et comprendre les mécanismes et les marqueurs immunologiques de protection (taux d'anticorps protecteurs par exemple).
De plus, les moyens biotechnologiques de ces pays sont insuffisants pour analyser les échantillons biologiques, et a fortiori pour un virus aussi dangereux, dans de bonnes conditions de sécurité pour le personnel de laboratoire,.
La recherche vaccinale sur des modèles animaux (dans le cas d'Ebola, modèle rongeurs et modèles primates non humains) nécessite de nombreux critères et adaptations lors de transpositions de résultats aux humains (taux d'anticorps protecteurs, études d'efficacité…). Toutefois, même si la recherche sur rongeur est d'intérêt limité pour l'efficacité d'un vaccin, elle permet de démontrer qu'un vaccin-candidat est immunogène et susceptible d'être sélectionné pour être testé chez le singe.
La forte létalité d'Ebola est un obstacle à la mise en place d'essais cliniques d'efficacité vaccinale en population humaine, car il ne serait pas éthique d'imposer un groupe de contrôle (non-vaccinés ou vaccinés-placebo contre vaccinés),. Les procédures de consentement éclairé sont plus difficiles à mettre en œuvre dans des populations exposées de pays ou régions à faibles ressources.

### Virus vaccinaux
L’usage d’un adénovirus pour concevoir le vaccin est très intéressant et fonctionne bien sur les modèles rongeurs ou primates non humains. En revanche, une partie de la population humaine possède une immunité innée contre ce type de virus. Cela limite les possibilités en ce qui concerne les souches d’adénovirus (une souche peu répandue est préférable) .
Les virus simplement tués, ou inactivés, sont inefficaces dans ce type de vaccin, parce qu’ils engendrent uniquement une réponse d’anticorps (immunité humorale). Les chercheurs ont démontré la nécessité d'une réaction médiée par la production de cellules T, qui génèrent une réponse immunitaire assez forte (immunité cellulaire) pour empêcher et même éliminer l’infection. C'est un virus atténué qu'il faut utiliser pour générer ce type de protection, mais là encore la létalité d'Ebola fait obstacle à cause d'un risque potentiel d'une atténuation insuffisante.

### Économie de marché
Le support industriel est aussi très important dans ce type de recherches et les coûts engendrés sont élevés. La limitation est que ce vaccin est développé sans perspective commerciale en raison d'un marché limité et non solvable,. Les investissements à mener sont donc lourds, mais sans entrée d’argent attendue. Les recherches initiales s'effectuent alors sur fonds public ou philanthropique.
Plusieurs pays développés financent une recherche vaccinale expérimentale contre Ebola, en particulier les États-Unis dans le cadre d'une biodéfense contre le terrorisme (Ebola faisant partie des agents de catégorie A ou 1, dits hautement prioritaires). Mais ces travaux n'étaient pas encore utilisables ou applicables en clinique humaine,.

### Levée d'obstacles
La plupart de ces difficultés sont surmontées dans les années 2010, surtout à l'occasion de l'épidémie d'Ebola de 2014, déclarée Urgence de santé publique de portée internationale par l'OMS le 8 août 2014.
L'épidémie de 2014-2016 compte officiellement plus de 28 000 cas et plus de 11 000 décès, soit plus que lors des 40 années précédentes. Elle survient près de grands centres urbains, avec exportation de cas dans plusieurs pays développés. Ce fut l'occasion d'obtenir des données sur les rapports entre charge virale et mécanismes immunologiques de protection sur un nombre suffisant de patients survivants par des laboratoires hautement équipés, notamment aux États-Unis lors des études de suivi des 4 cas importés.

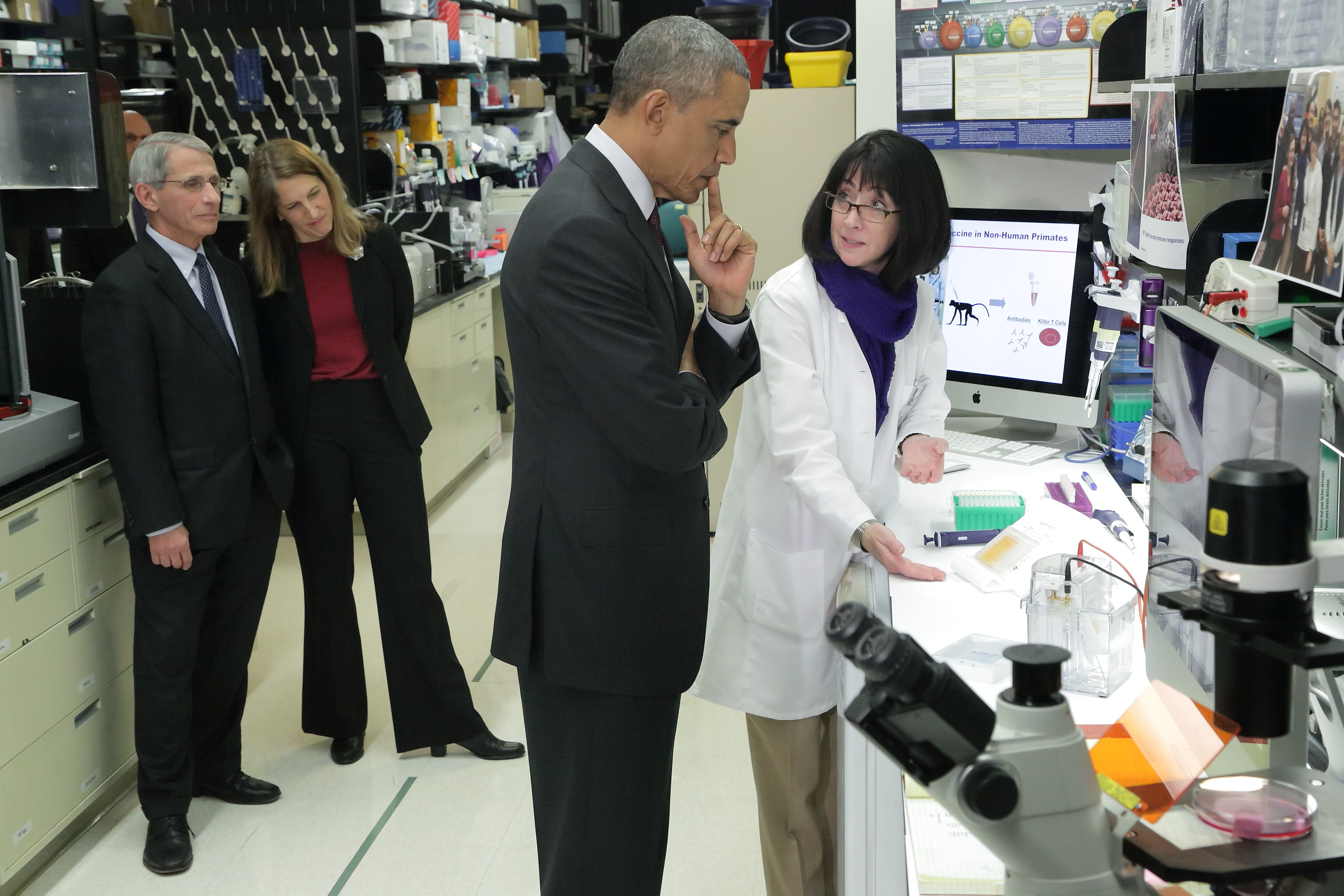
Le président Obama s'informant auprès de Nancy Sullivan, du Vaccine Research Center's Biodefense, sur les résultats de la phase 1 d'un vaccin expérimental contre Ebola. Derrière lui, Sylvia Burwell et Anthony Fauci (2 décembre 2014).

Ces évènements conduisent l'OMS à convoquer une réunion d'urgence à Genève, les 29 et 30 septembre 2014 sur la nécessité d'accélérer la mise au point de vaccins sûrs et efficaces contre Ebola. Y participent des experts scientifiques et de santé publique, des représentants des industriels, des agences de régulation, et des autorités sanitaires de plusieurs pays. Des éthiciens et des juristes sont aussi chargés de discuter de l'utilisation des divers traitements expérimentaux contre Ebola,.
Deux vaccins sont présélectionnés (efficaces chez les primates non humains) pour entrer en phase 1 (aux  États-Unis, en Europe et en Afrique sub-saharienne). D'autres candidats-vaccins sont prévus en phase préclinique.
Les participants à la réunion de Genève conviennent que la phase 1 doit être rapide avec des résultats largement partagés pour faciliter la progression en phase 2. En cas de résultat favorable, il est convenu que les essais de phase 2 en Afrique soient menés en population non-exposée (2a) et exposée (2b) (c'est-à-dire en zone non épidémique et épidémique) pour avoir de meilleures données d'efficacité et de sécurité. Les questions de faisabilité et d'acceptabilité sociale font l'objet d'un consensus avec les gouvernements locaux africains et les représentants des communautés concernées,.
La même année, en 2014, l'administration Obama annonce la création d'un groupe spécial de travail, chargé d'élaborer une politique d'utilisation potentielle de traitements expérimentaux contre Ebola. Ce groupe est formé de scientifiques et d'administrateurs des Centers for Disease Control and Prevention (CDC) et du National Institute of Allergy and infectious Diseases (NIAD).

## Recherches vaccinales

### Approches initiales
Les recherches vaccinales contre le virus Ebola commencent dès les années 1970, à partir de virus entier inactivé. En 1980, un tel vaccin a été efficace chez le cobaye, mais non chez les primates non humains, ce qui a bloqué les essais cliniques sur les humains (les primates non humains ont un système immunitaire très semblable à celui de l’humain).
Dans la période 1980-2000, la recherche porte sur des vaccins sous-unitaires (utilisant des protéines recombinantes) et des vaccins à ADN, mais aussi sans succès lors du passage du modèle rongeur au modèle primates non humains,.
En 2000, des chercheurs parviennent à élaborer une stratégie vaccinale générant une immunité tant cellulaire qu’humorale chez les macaques cynomolgus. Infectés par une forte dose du virus Ebola Zaïre de 1976, les animaux vaccinés furent tous asymptomatiques pendant plus de six mois et ce, sans qu’il n’y ait de virus détectable dans leur organisme après l’exposition initiale, contre des décès en une semaine dans le groupe contrôle.
Cette approche dite prime-boost, ou amorce-rappel en français, consiste à administrer un vaccin à ADN sous forme de plasmide, suivi de rappels sous forme d'adénovirus recombinant. Cette étude démontra qu’il est possible de développer un vaccin préventif contre le virus Ebola chez les primates non humains en quatre doses seulement.

### Mises au point

#### Primates non humains
En 2003, les mêmes auteurs qu’en 2000, ont amélioré leur processus de vaccination chez le macaque pour qu’il puisse être administré en une seule dose. Le nouveau mélange d’adénovirus exprimant des protéines d'enveloppe du virus permettait une induction d’anticorps beaucoup plus rapide que précédemment. Quatre semaines après la nouvelle immunisation, les macaques infectés ont tous survécu et ce, toujours sans trace de virémie.

Ouganda

Ces études sont limitées par le manque de recul sur la durée de protection, mais elles indiquent que les glycoprotéines d'enveloppe du virus Ebola sont bien une cible vaccinale potentielle,.
En 2005, de premiers résultats sont obtenus (de même que contre le virus de Marburg) chez des primates non humains avec un vaccin à vecteur viral, basé sur une souche atténuée recombinante de virus de la stomatite vésiculaire (VSV) exprimant une glycoprotéine d'enveloppe du virus Ebola.
Jusqu'ici, les vaccins expérimentaux ciblaient les deux souches principales de virus, les plus fréquentes et les plus dangereuses : Zaïre Ebolavirus (ZEBOV) et Sudan Ebolavirus (SUDV). Ceci sans savoir s'il existait une immunité croisée  entre ces deux souches et les quatre autres existantes.
Cette question est réglée en 2007, lors de la découverte d’une nouvelle souche dans la région de Bundibugyo en Ouganda (BEBOV). Une stratégie de vaccination prime-boost a permis d'observer une protection croisée contre BEBOV. D'autres protections croisées ont été constatées chez le modèle primate non humain,.
En 2015, une équipe américaine a testé un vecteur viral (stomatite vésiculeuse) exprimant la glycoprotéine du virus Ebola chez le porcs comme modèle animal. L'inoculation n'a pas déclenché les symptômes de la maladie et selon les auteurs, le virus du vaccin ne pose pas dans ce cas  de risque de dissémination chez les porcs.

#### Humains
La recherche translationnelle des vaccins expérimentaux contre Ebola chez l'humain commence en 2003, sur un petit groupe d’humains, lors de la phase 1 du premier candidat-vaccin rAd5-GP (à vecteur adénovirus recombinant exprimant une glycoprotéine du virus). Cette étude montre que ce vaccin est immunogène (stimulation d’une réponse immunitaire) et à ce stade, sûr (sans effets secondaires graves immédiats).
En phase 2, les  essais sont effectués sur de plus larges populations, pour vérifier la sûreté et l'immunogénicité des candidats-vaccins. En phase 3, l'efficacité vaccinale est évaluée sur le terrain (en situation épidémique), et en phase 4, il s'agit d'études de surveillance de sécurité vaccinale (effets indésirables) d'un vaccin homologué (mis à disposition sur le marché).
En 2023, et depuis 2003, plus de 70 essais cliniques d'une douzaine de vaccins contre Ebola ont été effectués, aboutissant à 4 vaccins homologués.

### Approbations règlementaires
Durant les épidémies d'Ebola de 2014-2016 et 2018 en Afrique de l'Ouest et République démocratique du Congo, plusieurs essais cliniques vaccinaux sont effectués en situation épidémique (essais de phase 3). Les vaccins concernés sont à vecteur recombinant VSV, à Ad3 ou Ad5. Ils sont proposés en situation épidémique en vaccination « en anneau » (vaccination des cas contacts et contacts de contact, et des professionnels de santé exposés en première ligne),. En décembre 2016, on annonce un premier vaccin efficace.
Les premiers vaccins homologués par des autorités sanitaires nationales sont :
- 2017, en Chine, Ad5-EBOV, vaccin à adénovirus recombinant, élaboré par Académie des sciences médicales militaires (en) et CanSino Biologics (en), qui se présente sous  forme posologique lyophilisée (pas de nécessité de conservation par le froid)[31].
- 2019, en Russie, GamEvac-Combi, vaccin à adénovirus et VSV recombinants, élaboré par la fédération de Russie, sous forme liquide (conservation par le gel) qui se présente aussi sous forme lyophilisée (GamEvac-Lyo)[28].
- 2019, aux États-Unis, puis en Europe, ERVEBO, vaccin à VSV recombinant, élaboré par Merck & Co.
- 2020, en Europe, Zabdeno et Mvabea, vaccins à Adénovirus recombinant (Ad26), l'un exprimant une glycoprotéine de souche Zaïre, l'autre du variant Mayinga, élaborés par Johnson & Johnson[32].

En novembre 2019, le vaccin ERVEBO reçoit sa préqualification par l'OMS, de même pour Zabdeno/Mvabea en 2020. Ce qui signifie la possibilité de leur utilisation dans la politique vaccinale de l'ONU et de ses partenaires (Croix Rouge, Médecins sans frontières, UNICEF…), notamment dans la constitution d'un stock mondial en réponse à d'éventuelles épidémies. Établi à partir de janvier 2021, ce stock reçoit le soutien financier de GAVI Alliance.
En Europe, l'autorisation de l'EMA stipule que les fabricants doivent fournir les études de mises à jour de sûreté du vaccin tous les six mois dans les deux ans qui suivent la mise sur le marché. L'OMS précise que l'EMA est l'autorité responsable pour la surveillance continue du vaccin préqualifié.

## Différents types de vaccins
Les défis à relever pour chaque type de vaccin sont d'être suffisamment immunogène, d'induire une réponse rapide à la vaccination mais aussi une protection de longue durée, d'apporter si possible une immunité croisée, le tout avec le minimum d'effets indésirables. Le fait qu'il existe de nombreux vaccins en compétition pourrait limiter ces difficultés, en assurant la mise à disposition des meilleurs vaccins utilisables.

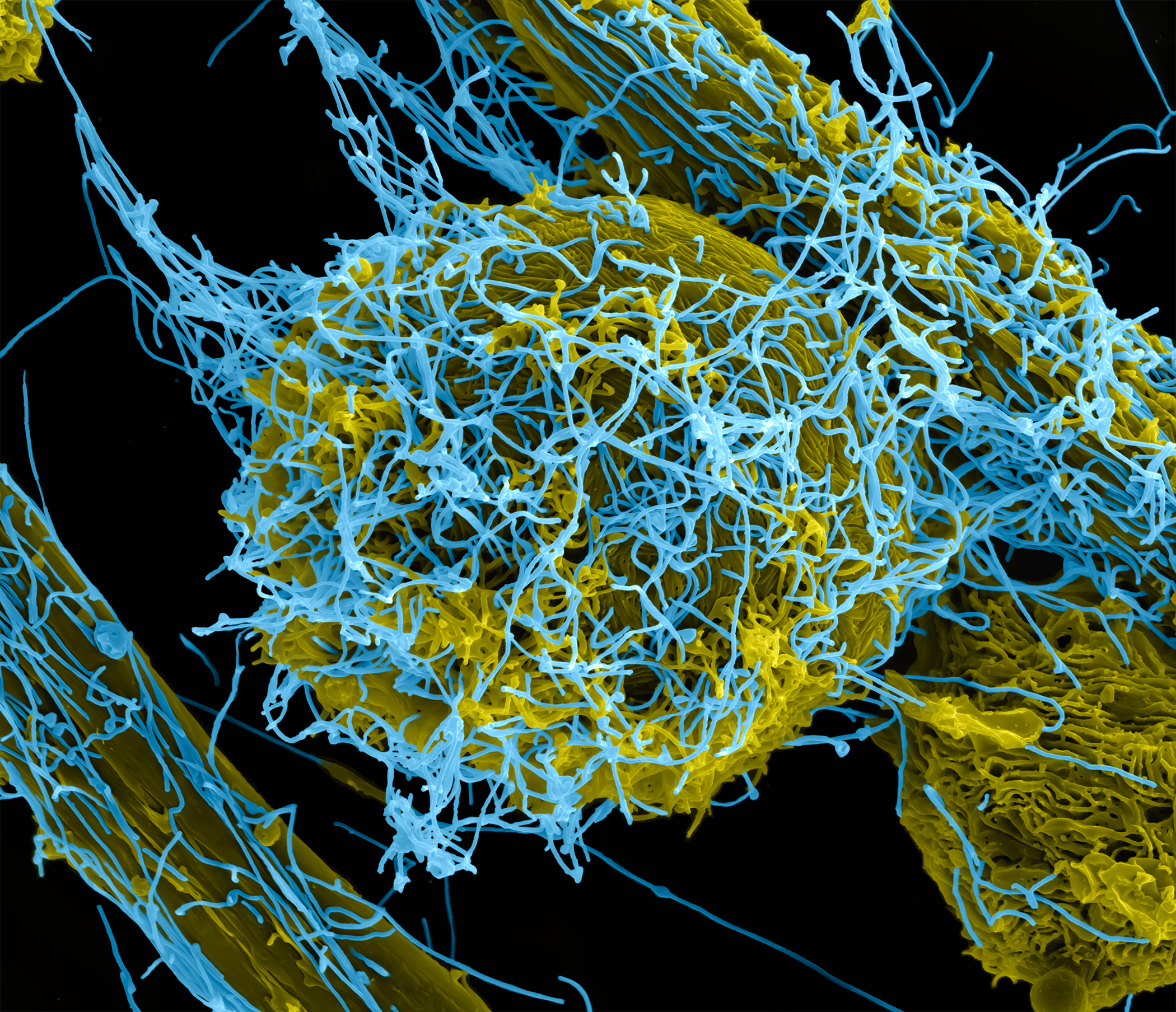
particules filamenteuses de virus Ebola (en bleu) à la surface d'une cellule Vero (en jaune-vert) infectée.

- Vaccins à particules pseudovirales : ces vaccins utilisent des protéines du virus Ebola (protéine VP40 et glycoprotéines). Ils ont l'avantage d'induire une bonne immunité et d'être sûrs, mais l'inconvénient d'être plus coûteux. Ils n'ont guère dépassé le stade du modèle rongeurs. Des chercheurs se tournent vers une production de ces particules (protéines recombinantes) par expression à partir de baculovirus cultivé sur cellules d'insectes[27].
- Vaccins à ADN : ces vaccins se basent sur l'inoculation d'un ADN « nu » sous la forme d'un plasmide contenant un gène codant une protéine structurale du virus Ebola. La première publication date de 1998, annonçant une protection de 100 % chez la souris. Cependant, ils n'ont pas dépassé la phase 1 chez l'humain. Ils ont l'avantage d'être facilement adaptables à l'évolution virale, mais ils ont l'inconvénient de nécessiter de multiples doses[27].
- Vaccins à virus entier recombinés : une des premières tentatives a été d'inactiver (« tuer ») des virus Ebola par irradiation gamma, mais les essais sur primates non humains ont échoués. Depuis, d'autres équipes annoncent l'obtention de virus atténués par peroxyde d'hydrogène ou par génie génétique : ces vaccins entiers offrent une très bonne protection chez le singe, avec l'avantage de ne nécessiter qu'une seule dose, mais avec l'inconvénient de poser de gros problèmes de sécurité[27].
- Vaccins à vecteur adénovirus recombinant : L'adénovirus recombinant (non capable de se repliquer) apporte un gène d'intérêt codant des protéines virales[2] qui sont exprimées en induisant une réponse immunitaire. Ce type de vaccin est l'un des plus avancés en développement, mais le niveau protection peut dépendre du type de la souche : la souche Ad-5 est très fréquente chez humain (immunité préexistante contre le vecteur) d'où l'utilisation d'autres souches comme Ad-26 par d'autres vaccins. Une autre piste consiste à utiliser des souches simiennes (adénovirus du chimpanzé), par exemple ChAd3, utilisé dans le vaccin cAd3-ZEBOV élaboré par GSK et qui va entrer en phase 3[27].
- Vaccins à autres vecteurs recombinants : d'autres virus vecteurs pouvant se repliquer (se multiplier mais sans causer, en principe, d'infection clinique) sont utilisés. Le premier de ce type était basé sur le virus modifié de la vaccine, le plus avancé est celui du virus modifié de la stomatite vésiculaire (VSV)[27]. D'autres recherches se font à partir du cytomégalovirus murin, du parainfluenza humain, du virus de la rage (ce dernier avec l'idée de produire un vaccin bivalent rage-ebola d'utilisation potentielle en population africaine exposée)[34].

## Efficacité
L'efficacité de terrain (en situation épidémique) est difficile à évaluer dans le cas d'Ebola, à cause de la létalité de la maladie (controverse éthique sur la nécessité ou pas d'études randomisées avec groupe de contrôle) et de la complexité à appliquer les standards de recherche en situation épidémique africaine.

### VSV-EBOV

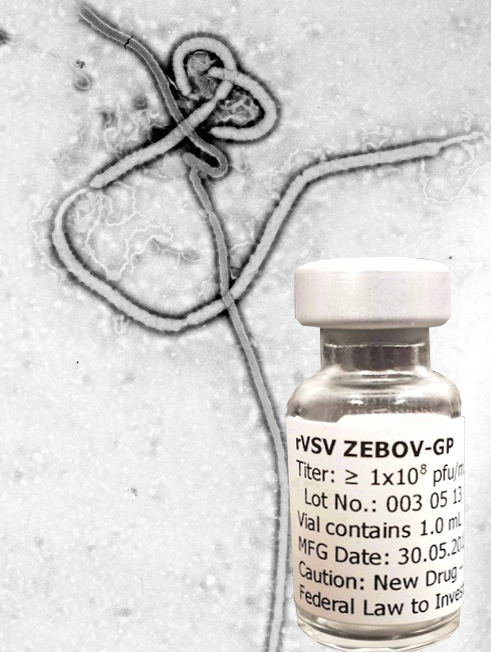
Flacon de vaccin VSV-EBOV, avec le virus Ebola en arrière-plan.

Les vaccins évalués sur le terrain l'ont été lors des épidémies de Sierra Léone et Guinée (2014-2016), puis celle en Equateur, province de la République démocratique du Congo (2018). Il s'agissait de VSV-EBOV de Merck (pour les deux périodes) et de cAd3 de GSK (pour la première seulement).
Lors de l'épidémie de 2014-2016, des études programmées pour phase 3 ont été converties en cours de route en études de phase 2 (mesure de l'immunogénicité et non pas de l'efficacité), car entre-temps, la transmission épidémique s'était arrêtée sur les sites d'études. L'un des essais le plus important est l'étude « Ebola, ça Suffit ! » (en français original), comparant 2119 personnes vaccinées immédiatement et 2014 personnes vaccinées un peu plus tard, avec zéro cas d'Ebola dans le premier groupe et 16 cas d'Ebola dans le second (pour les deux groupes, dans la période au delà du 10e jour après vaccination). Les auteurs concluent à une efficacité vaccinale du VSV-EBOV de 100 %,.
Cette étude a suscité des controverses sur la signification statistique, comme sur le contexte (fin d'épidémie, coïncidence de contre-mesures autres que vaccinales…). L'interprétation critique la plus extrême estime que l'efficacité réelle était de 0 %.
Lors de l'épidémie de 2018 au Congo, plus de cent mille personnes ont été vaccinées (VSV-EBOV), dont près de trente mille agents de santé de première ligne. Selon l'OMS, les données préliminaires donnent une efficacité de 88 à 97 %,.

### Procédures exceptionnelles
L'urgence et la gravité de la maladie Ebola font que l'efficacité vaccinale est difficile à démontrer par des essais cliniques « traditionnels », d'où l'existence de procédures exceptionnelles, telles que la Animal Rule ou  Animal rule-like de la FDA aux États-Unis : en absence ou insuffisance de données humaines, l'efficacité est établie en cas de modèle animal approprié apportant un corrélat de protection immunitaire (dans le cas d'Ebola, une réponse totale en IgG à une glycoprotéine du virus).
Des procédures analogues existent dans d'autres pays comme le Extraordinary Use New Drugs au Canada et le Conditional and Exceptional Circumstances dans l'Union Européenne.

### Autres vaccins homologués
Les vaccins Ad26 Zebov de Johnson & Johnson sont en cours de phase 3 (en 2023) ; alors que les vaccins Ad5-Ebov (Chine) et GamEvac (Russie) n'ont pas eu d'études d'efficacité phase 3, ou restent non publiées.

## Effets indésirables
Les effets indésirables des vaccins  sont évalués au cours de leur développement (phase 1 à 3) et après leur homologation (phase 4).
En ce qui concerne le vaccin VSV-EBOV de Merck (commercialisé sous le nom de Ervebo), les effets indésirables sont documentés sur plus de 15 000 sujets adultes sains (études de phase 1 à 3). Le plus souvent, ces effets indésirables surviennent dans les 7 jours qui suivent la vaccination et durent moins d'une semaine.
Il s'agit de douleur locale (70 % des vaccinés), rougeur et enflure (12 à 17 %) au point d'injection. Les troubles généraux sont des maux de tête (37 %), fièvre 34 %), douleur articulaire (18 %), nausées (8 %)… d'intensité faible à modérée. Cependant, la survenue d'une fièvre de 24 à 48 h en situation épidémique peut poser des problèmes de diagnostic différentiel (réaction vaccinale ou maladie Ebola).
Plusieurs de ces études signalent en outre chez 4 à 23 % des vaccinés des oligoarthrites dans les semaines qui suivent la vaccination (le virus vaccinal est retrouvé dans le liquide synovial).
L'autre grand vaccin homologué est le Ad26-ZEBOV de Johnson & Johnson. Au cours des essais, 60 % des vaccinés signalent une douleur au point d'injection, les autres troubles sont mineurs ou modérés : fatigue, maux de tête, douleurs musculaires.

## Utilisations cliniques et politiques vaccinales
En 2023, l'utilisation des vaccins contre Ebola, et leurs indications spécifiques, varient selon les situations géographiques (épidémie, endémie, zones limitrophes ou indemnes…) et l'état incertain des données concernant leur durée de protection à moyen ou long terme.

### Population cible

#### En dehors du continent africain
La vaccination collective de grandes populations n'est guère justifiée. Le vaccin peut être indiqué à titre individuel chez des personnes exposées à risque. Par exemple aux États-Unis, la vaccination est recommandée pour le personnel travaillant sur le virus Ebola dans des laboratoires de niveau P4, les soignants amenés à traiter des cas Ebola,. Il en est de même en France.

#### En Afrique Centrale et de l'Ouest
La vaccination fait partie des moyens de réponse à une situation épidémique. Elle s'inspire des stratégies utilisées lors de la dernière phase de l'éradication de la variole : il s'agit d'isoler les maladies, de tracer leurs contacts, et de vacciner les cas contacts (vaccination « en anneau » autour des foyers épidémiques).

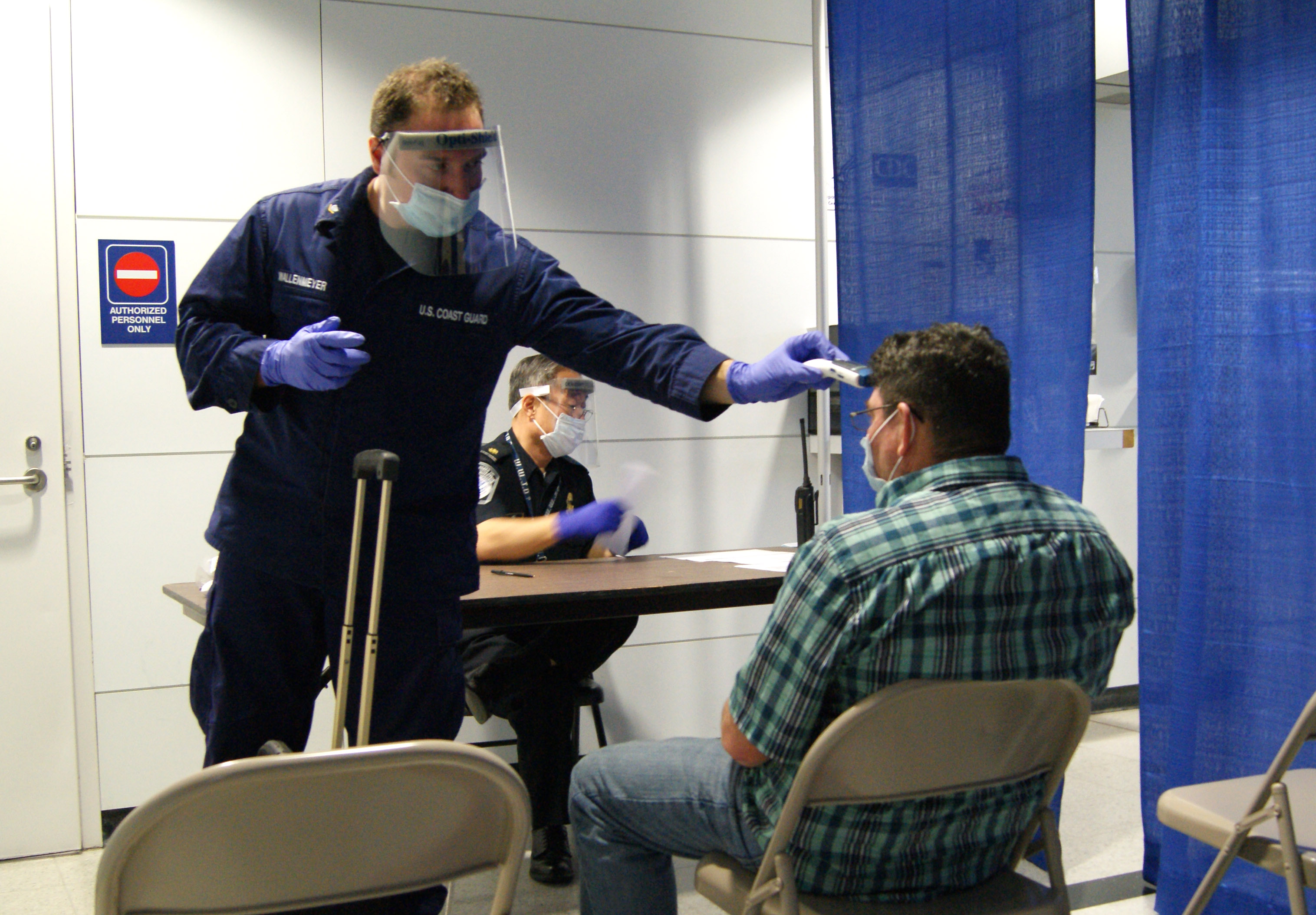
Dépistage d'une fièvre Ebola chez un passager en provenance de Sierra Leone, Aéroport international O'Hare de Chicago, 2010.

Lors de l'épidémie du Congo (2018-2020), près de trois cent mille personnes ont été vaccinées par dose unique Ervebo (VSV-EBOV), en grande majorité des cas contacts et contacts de contacts. Au vu des résultats, le SAGE (Groupe stratégique consultatif d'experts (en), chargé de conseiller l'OMS dans le domaine des vaccinations) réaffirme en mars 2021, le bien fondé d'une stratégie de vaccination en anneau par VSV-EBOV (à effet rapide) pour contrer les épidémies en urgence. D'autre part, les vaccins Ad26 (Zabdeno et Mvabea) en deux injections espacées de 56 jours (plus lents mais à protection plus longue) sont proposés aux personnels de santé travaillant en zone limitrophe d'une épidémie,.
La vaccination des enfants, des femmes enceintes et allaitantes et des personnes immunodéprimées (absence  ou insuffisance de données disponibles sur ces populations) est possible selon le taux d'attaque et la létalité de l'épidémie (évaluation du rapport bénéfice-risque)
Le SAGE déconseille la vaccination préventive de masse contre des épidémies futures, en raison des incertitudes sur la durée de protection et des réserves limitées de vaccins. Si les réserves sont suffisantes (consolidation d'un stock mondial), la vaccination préventive des populations les plus à risques pourrait être envisagée (régions ou pays ayant une histoire récente d'épidémie d'Ebola souche Zaïre, correspondant au mieux aux vaccins disponibles).

### Place des vaccins en situation épidémique
Selon l'OMS, la vaccination n'est qu'un des moyens de contrôle d'une épidémie d'Ebola, et qui doit s'articuler avec d'autres moyens stratégiques tels que :
- La détection précoce des nouveaux cas par la surveillance des contacts (cas potentiels) ;

- des examens de laboratoires apportant la confirmation biologique d'infections Ebola ;
- l'isolement des malades pour prévenir une transmission familiale ou communautaire ;
- la prise en charge en soins intensifs et le suivi médical de soutien ;
- en cas de décès : des funérailles à la foi sûres et respectant la dignité des familles (culture et traditions) ;
- l'engagement et la participation de la population, notamment des leaders locaux.

Une campagne de vaccination dépend des caractéristiques des vaccins, de leur disponibilité (état des stocks), de l'engagement des vaccinateurs (qui sont les premiers à être vaccinés), de la situation sur le terrain (catastrophe naturelle, troubles sociaux, états de guerre…), et de l'acceptation de la population (du refus total avec violences contre les vaccinateurs jusqu'à l'engagement communautaire).

### L'exemple de l'épidémie d'Ebola en République démocratique du Congo (2018-2019)
L'ex-Zaïre est une région avec une longue histoire politique, socio-économique et écologique remontant au Congo belge. Les réponses sanitaires à l'épidémie d'Ebola (depuis 2018) s'inscrivent dans un schéma complexe de facteurs biologiques, socioculturels et géopolitiques (conflits armés pour le contrôle des richesses minières du Nord-Kivu et de l'Ituri),.

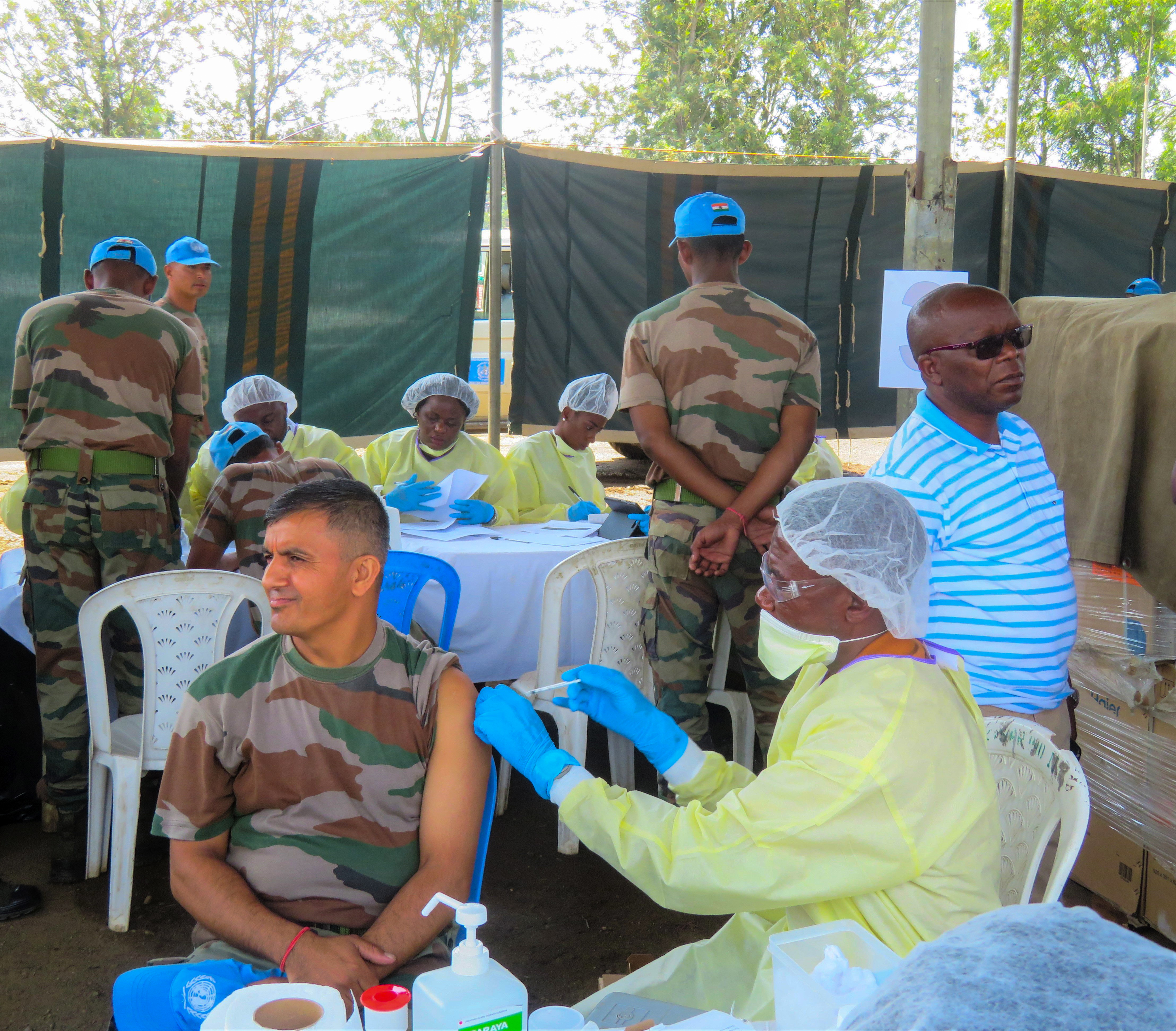
Des casques bleus se font vacciner contre Ebola pour donner l'exemple aux villageois de Pinga (Nord-Kivu), août 2019.

Les capacités opérationnelles sont entravées par des violences ciblant directement  les soignants, car les traitements expérimentaux et les campagnes de vaccination sont incompatibles avec les traditions et cultures locales. D'où la nécessité, reconnue de 2019, de rétablir la confiance en comprenant mieux les ressentis et les besoins des populations,.
Par exemple, les rites funéraires (toucher et baigner le corps avant son enterrement)  sont des facteurs décisifs dans la propagation d'Ebola, ce qui nécessite d'élaborer des solutions alternatives où participent des anthropologues, des chefs coutumiers ou religieux,.
Des désinformations et rumeurs circulent, selon lesquelles le virus Ebola a été fabriqué pour des raisons financières, le vaccin conçu pour décimer la population et déstabiliser la région. L'apparition d'un second vaccin en novembre 2019 est perçue comme faisant des congolais des cobayes des multinationales pharmaceutiques. Ceci dans un contexte troublé d'opposition politique au pouvoir central de Kinshasa, avec un sentiment ancien  d'abandon (les efforts faits contre Ebola apparaissent comme disproportionnés par rapport aux besoins sanitaires de base en temps normal),.
Les craintes des populations à l'égard des personnels soignants sont plus que le produit de l'ignorance et des superstitions. Cette situation reflète aussi les cicatrices d'un passé sanitaire douloureux africain où la médecine coloniale était étroitement liée à l'exploitation économique : « la médecine moderne a une dette envers les africains de l'Ouest ».
Ces difficultés pourraient être surmontées par une meilleure communication, une éducation des populations pour « mieux comprendre », en renforçant l'engagement et l'ancrage local. D'autres soulignent que cela n'est pas suffisant. Les campagnes d'urgence humanitaire et de vaccinations sont trop souvent conçues comme hautement médicalisées, avec commandement et contrôle de type militaire, où seuls les « experts » ont la connaissance et la décision, laissant peu de place aux « non experts ». Il apparait indispensable de mieux inclure les acteurs locaux, pas seulement dans la transmission, mais aussi dans le partage équitable des prises de décision.